# Retrogradation (Chemie)
Retrogradation ist die Rückbildung zuvor verkleisterter Stärke. Dies geschieht hauptsächlich mit der in der Stärke enthaltenen Amylose, da diese, im Gegensatz zu Amylopektin, nicht aus einem dreidimensionalen Glucose-Netzwerk aufgebaut ist und daher das Wasser nicht so gut fixieren kann. Es ist eine Form der resistenten Stärke.
Retrogradation ist in erster Linie die Ursache für Altbackenwerden von Gebäcken. Die im Mehl befindliche Stärke gibt dabei die physikalisch gebundene Flüssigkeit teilweise wieder ab und geht in einen kristallinen Zustand über (z. B. Stärkekörner). Das dadurch altbackene Gebäck nimmt eine weiche, schaumgummiartige Konsistenz an.
Die Retrogradation der Stärke wird durch niedrige Temperaturen stark begünstigt. Zwischen −7 und +7 °C verstärkt sich die Alterung um den Faktor drei. Da die Retrogradation um den Gefrierpunkt besonders schnell verläuft, sollten frische Backwaren nicht im Kühlschrank gelagert werden.
Die Verhärtungswirkung lässt sich durch Zugabe von Fetten, Emulgatoren und α-Amylase verzögern.